# Busoni-Kompositionspreis
Der Busoni-Kompositionspreis wurde 1988 von Aribert Reimann gestiftet und ist ein Preis zur Förderung des kompositorischen Nachwuchses. Namensgeber ist Ferruccio Busoni.
Es ist der einzige Preis dieser Art, der von der Berliner Akademie der Künste vergeben wird. Eine Jury aus Abteilungsmitgliedern der Sektion Musik der Akademie der Künste bestimmt alle zwei bis drei Jahre die beiden in der Öffentlichkeit noch unbekannten jungen Preisträger.
Der Hauptpreis ist mit 6.000 EUR dotiert, der Förderpreis mit 2.500 EUR, dieser geht an noch in der Ausbildung befindliche Komponisten.

## Preisträger
- 1988: Stefan Carow
- 1990: Ludger Brümmer
- 1992: Jörg Birkenkötter
- 1994: Isabel Mundry
- 1996: Pierluigi Billone
- 1999: Orm Finnendahl
- 2002: Enno Poppe
- 2005: Michael Hirsch
- 2008: Eun-Hwa Cho
- 2011: Michael Pelzel
- 2015: Ashley Fure
- 2017: Benjamin Scheuer
- 2019: Hanna Eimermacher
- 2021: Igor Santos
- 2024: Maximiliano Alejandro Soto Mayorga

## Förderpreise
- 1992: Alexander Stankovski
- 1994: Rebecca Saunders
- 1996: Sebastian Stier
- 1999: Kilian Schwoon
- 2002: Daniel Smutny
- 2005: Philipp Blume
- 2008: Annesley Black
- 2011: Tristan Brookes
- 2013: Lisa Streich
- 2015: Bnaya Halperin-Kaddari
- 2017: Óscar Escudero[2]
- 2019: Hovik Sardaryan
- 2021: Elias Jurgschat
- 2024: Lauren Siess